# CIRV-FM
CIRV-FM é uma estação de rádio canadense, transmitindo em 88.9 FM em Toronto. A estatação transmite uma programação multicultural. Os estudios da CIRV estão localizados em Brampton, enquanto seu transmissor está localizado no topo do First Canadian Place no distrito financeiro de Toronto. Como suas estações irmãs, CKYE-FM e CKYR-FM, a rádio mudou de nome em 2019 para RED FM, Red significando Reflecting Ethnic Diversity (Refletindo a diversidade étnica). O canal principal da estação predominantemente transmite programação musical em Punjabi, Hindi, e Urdu.

## História
Fundada pelo luso-canadense Francisco Alvarez, a rádio foi lançada em 1986 na frequência 88.7, e mudou-se para sua frequência atual em 1993. Desde a mudança, era referida no ar como CIRV Radio International FM 88.9 Toronto. Os estúdios da rádio se encontravam originalmente na Dundas Street West no bairro Trinity-Bellwoods em Toronto. A programação nos primeiros anos da CIRV era predominantemente em português, com conteúdo em espanhol e chinês (cantonês e mandarim) sendo adicionados a programação posteriormente. Alguns programas eram direcionado as comunidades brasileira, caribenha, punjabi, urdu, russa e ucraniana.
Em novembro de 2016, a South Asian Broadcast Corporation Inc. adquire a rádio. Pertencia a Frank Alvarez, que também opera a FPTV, um canal canadense direcionado à comunidade lusófona. Em setembro de 2018, a rádio lançou um serviço de multiprogramação em HD Radio com programação adicional em sub-canais. Os estúdios foram remanejados para Brampton no começo de 2019. Em 15 de abril de 2019, a estação mudou a programação no ar, e reestreou como Red FM. A nova programação consiste em músicas em punjabi, hindi e urdu de 4 da manhã até meia-noite. A programação direcionada a outros grupos étnicos continua sendo apresentada em uma quantidade reduzida e também está disponível nos três sub-canais da rádio. A marca CIRV-FM ainda é usada nos sub-canais da estação, incluindo no HD2 onde transmite programação em português e HD3 que possui programação em espanhol.